# Реманов дерохейлокар
Ремановите дерохейлокари (Derocheilocaris remanei) са вид животни от семейство Derocheilocarididae.

## Подвидове
- Derocheilocaris remanei biscayensis
- Derocheilocaris remanei remanei